# Lordelo (Monção)
Lordelo é uma povoação portuguesa do Município de Monção que foi sede da extinta Freguesia de Lordelo, freguesia que tinha 5,52 km² de área e 116 habitantes (2011), e, por isso, uma densidade populacional de 21 h/km².
A Freguesia de Lordelo foi extinta (agregada) pela reorganização administrativa de 2012/2013, tendo o seu território sido agregado ao das Freguesias de Sago e Parada para criar a Freguesia de União de Freguesias de Sago, Lordelo e Parada.

## População
| População da freguesia de Lordelo | População da freguesia de Lordelo | População da freguesia de Lordelo | População da freguesia de Lordelo | População da freguesia de Lordelo | População da freguesia de Lordelo | População da freguesia de Lordelo | População da freguesia de Lordelo | População da freguesia de Lordelo | População da freguesia de Lordelo | População da freguesia de Lordelo | População da freguesia de Lordelo | População da freguesia de Lordelo | População da freguesia de Lordelo | População da freguesia de Lordelo |
| --------------------------------- | --------------------------------- | --------------------------------- | --------------------------------- | --------------------------------- | --------------------------------- | --------------------------------- | --------------------------------- | --------------------------------- | --------------------------------- | --------------------------------- | --------------------------------- | --------------------------------- | --------------------------------- | --------------------------------- |
| 1864                              | 1878                              | 1890                              | 1900                              | 1911                              | 1920                              | 1930                              | 1940                              | 1950                              | 1960                              | 1970                              | 1981                              | 1991                              | 2001                              | 2011                              |
| 239                               | 258                               | 247                               | 262                               | 240                               | 243                               | 258                               | 264                               | 258                               | 219                               | 203                               | 184                               | 181                               | 141                               | 116                               |

| Distribuição da População por Grupos Etários | Distribuição da População por Grupos Etários | Distribuição da População por Grupos Etários | Distribuição da População por Grupos Etários | Distribuição da População por Grupos Etários | Distribuição da População por Grupos Etários | Distribuição da População por Grupos Etários | Distribuição da População por Grupos Etários | Distribuição da População por Grupos Etários | Distribuição da População por Grupos Etários |
| -------------------------------------------- | -------------------------------------------- | -------------------------------------------- | -------------------------------------------- | -------------------------------------------- | -------------------------------------------- | -------------------------------------------- | -------------------------------------------- | -------------------------------------------- | -------------------------------------------- |
| Ano                                          | 0-14 Anos                                    | 15-24 Anos                                   | 25-64 Anos                                   | > 65 Anos                                    |                                              | 0-14 Anos                                    | 15-24 Anos                                   | 25-64 Anos                                   | > 65 Anos                                    |
| 2001                                         | 7                                            | 23                                           | 69                                           | 42                                           |                                              | 5,0%                                         | 16,3%                                        | 48,9%                                        | 29,8%                                        |
| 2011                                         | 8                                            | 6                                            | 64                                           | 38                                           |                                              | 6,9%                                         | 5,2%                                         | 55,2%                                        | 32,8%                                        |